# Yamagata Isaburō
Yamagata Isaburō est un nom japonais traditionnel ; le nom de famille (ou le nom d'école), Yamagata, précède donc le prénom (ou le nom d'artiste) Isaburō.
Yamagata Isaburō ; né Katsu Isaburō, 2e duc Yamagata (山縣 伊三郎) (6 février 1858 - 24 septembre 1927) est un homme politique japonais, ministre du Cabinet et inspecteur général du Japon en Corée. Son épouse était la fille de Katō Hiroyuki.

## Biographie
Katsu Isaburō est né dans la province de Nagato, dans le domaine de Chōshū (actuelle préfecture de Yamaguchi), en tant que deuxième fils du samouraï Katsu Kanesuke et de Yamagata Toshiko, la sœur aînée de Yamagata Aritomo. Ce dernier n'ayant pas d’enfants, Isaburō fut adopté par Yamagata Aritomo en 1861 pour perpétuer le nom de famille.
Après la restauration de Meiji, il accompagna la mission Iwakura aux États-Unis et en Europe, restant en Allemagne pour y poursuivre ses études. À son retour au Japon, il travailla comme traducteur au ministère des Affaires étrangères, puis au bureau de législation du Cabinet. Il entra ensuite au ministère de l'Intérieur et fut secrétaire du gouverneur de la préfecture d’Aichi avant d'être nommé gouverneur des préfectures de Tokushima, puis de Mie. Il fut ensuite promu directeur du bureau des affaires locales au sein du ministère de l'Intérieur, et accéda au poste de vice-ministre.
En 1906, Yamagata entra dans le 1er gouvernement Saionji en tant que ministre des Communications. Son principal fait d’armes fut de provoquer l'effondrement de l'gouvernement de Saionji en créant une impasse budgétaire sur le financement des chemins de fer, à la demande de Yamagata Aritomo.
En juillet 1908, Yamagata fut nommé à un siège à la Chambre des pairs de la Diète du Japon. En 1910, après la démission d'Itō Hirobumi de son poste de résident-général de Corée, Yamagata accompagna le nouveau résident Sone Arasuke en Corée en tant que résident général adjoint. Après l'annexion formelle de la Corée à l'empire du Japon, Yamagata y resta pendant neuf ans en tant qu'administrateur civil de Corée (poste équivalant à celui de vice-gouverneur-général), sous les gouverneurs généraux Terauchi Masatake et Hasegawa Yoshimichi. Bien qu’il fût considéré comme le principal candidat pour succéder à Hasegawa, Yamagata fut démis de ses fonctions lors de la réorganisation gouvernementale qui suivit le Mouvement du 1er mars en 1919. Il occupa ensuite le poste de gouverneur-général du Kwantung de mai 1920 à septembre 1922.
En février 1922, après la mort de son père adoptif Yamagata Aritomo, il hérita du titre de noblesse kazoku de kōshaku (duc). En janvier 1925, il fut envoyé en Indochine française à la tête d'une mission spéciale. Yamagata siégea au Conseil privé jusqu'à sa mort en 1927.

## Distinctions

### Décorations japonaises
- Grand cordon de l'ordre des fleurs de Paulownia (24 septembre 1927)
- Médaille commémorative du Premier recensement national (1er juillet 1921)
- Médaille commémorative du couronnement de Taishō (10 novembre 1915)
- Médaille commémorative de l'annexion de la Corée (1er août 1912)
- Grand cordon de l'ordre du Soleil levant (1re classe) (21 juillet 1909)
- Grand officier de l'ordre du Soleil levant (2e classe) (1er avril 1906)
- Ordre du Trésor sacré (3e classe) (27 décembre 1902)
- Ordre du Trésor sacré (4e classe) (28 décembre 1898)
- Ordre du Trésor sacré (5e classe) (26 juin 1897)
- Ordre du Trésor sacré (6e classe) (21 juin 1895)
- Médaille de la promulgation de la Constitution impériale (1er mars 1890)

### Décorations étrangères

#### Empire coréen
- Chevalier de l'ordre des Étoiles auspicieuses (28 août 1910)
- Chevalier de l'ordre de la Fleur de prunier (24 février 1908)

#### Indochine française
- Grand-croix de l'ordre du Dragon d'Annam (13 avril 1925)

#### Grand-duché de Mecklembourg-Schwerin
- Grand-croix de l'ordre du Griffon (10 février 1885)